# Péry
Péry (toponimo francese; in tedesco Büderich, desueto) è una frazione di 1 359 abitanti del comune svizzero di Péry-La Heutte, nel Canton Berna (regione del Giura Bernese, circondario del Giura Bernese).

## Storia

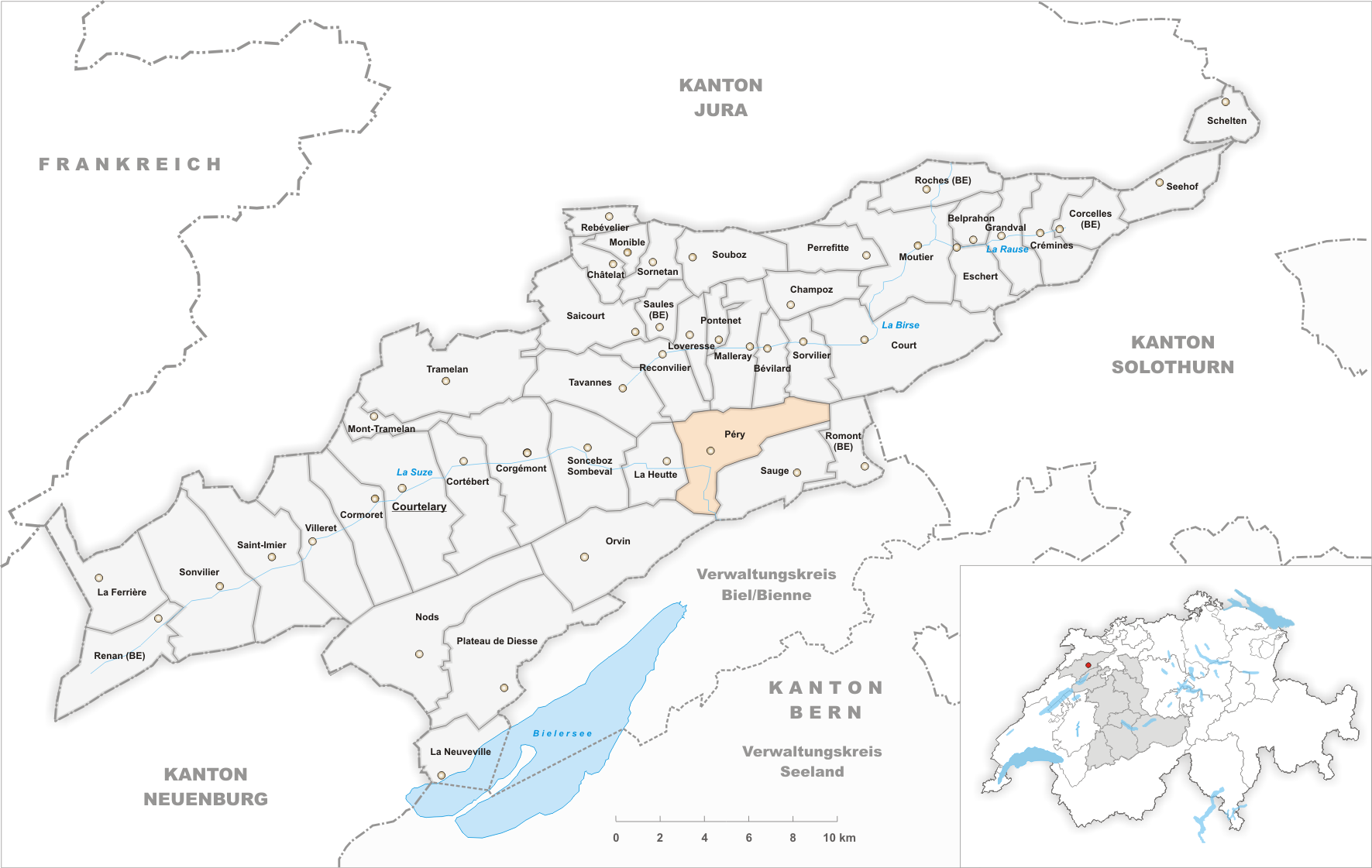
Il territorio del comune di Péry prima degli accorpamenti comunali del 2015

Già comune autonomo che si estendeva per 15,57 km² e che comprendeva anche le frazioni di La Reuchenette e Rondchâtel, il 1º gennaio 2015 è stato accorpato all'altro comune soppresso di La Heutte per formare il nuovo comune di Péry-La Heutte, del quale Péry è il capoluogo.

## Monumenti e luoghi d'interesse

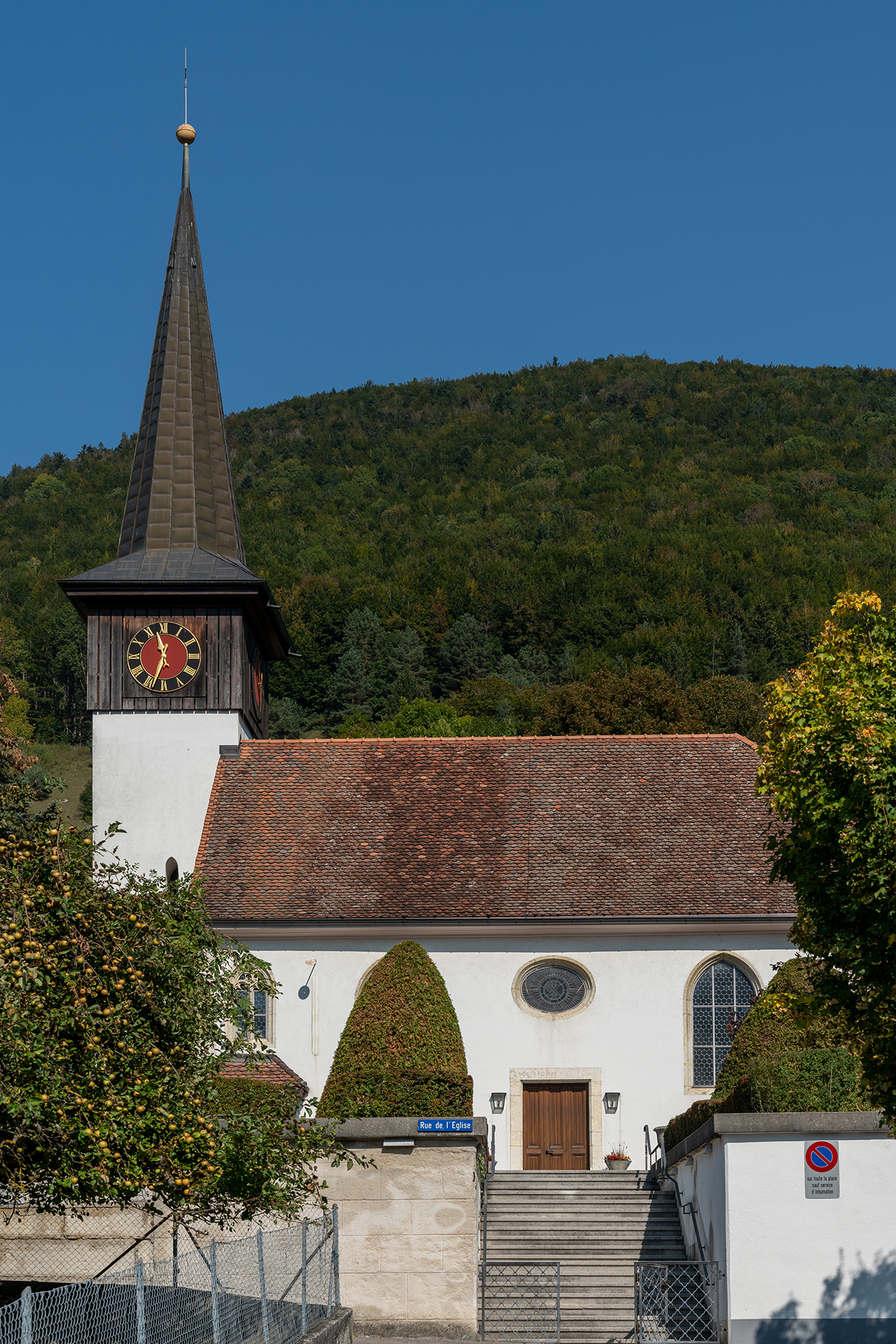
La chiesa riformata

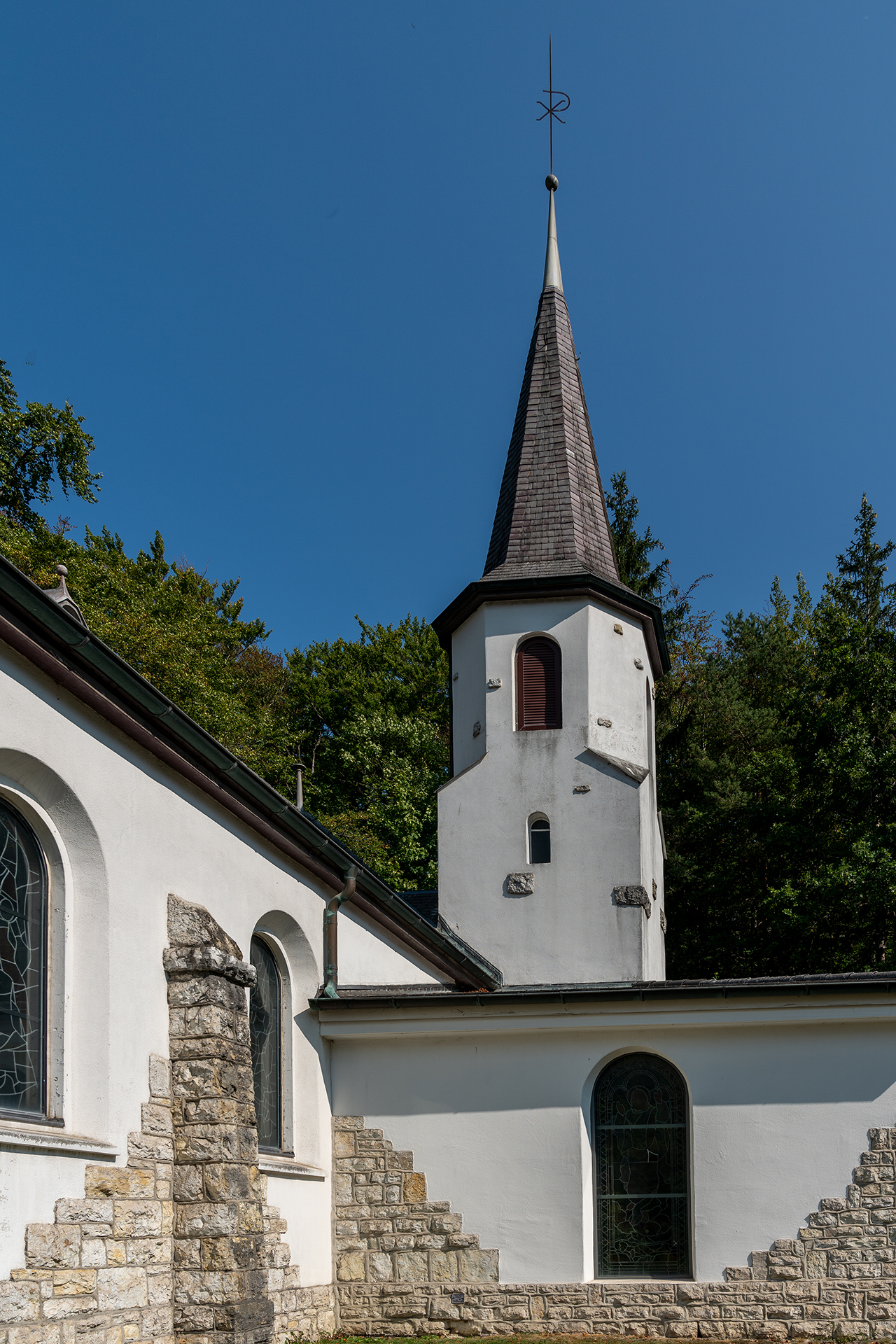
La chiesa cattolica

- Chiesa riformata (già di San Giacomo), attestata dall'884 e ricostruita nel 1706[1];
- Chiesa cattolica, eretta nel 1906[1].

## Società

### Evoluzione demografica
L'evoluzione demografica è riportata nella seguente tabella:
Abitanti censiti

## Infrastrutture e trasporti

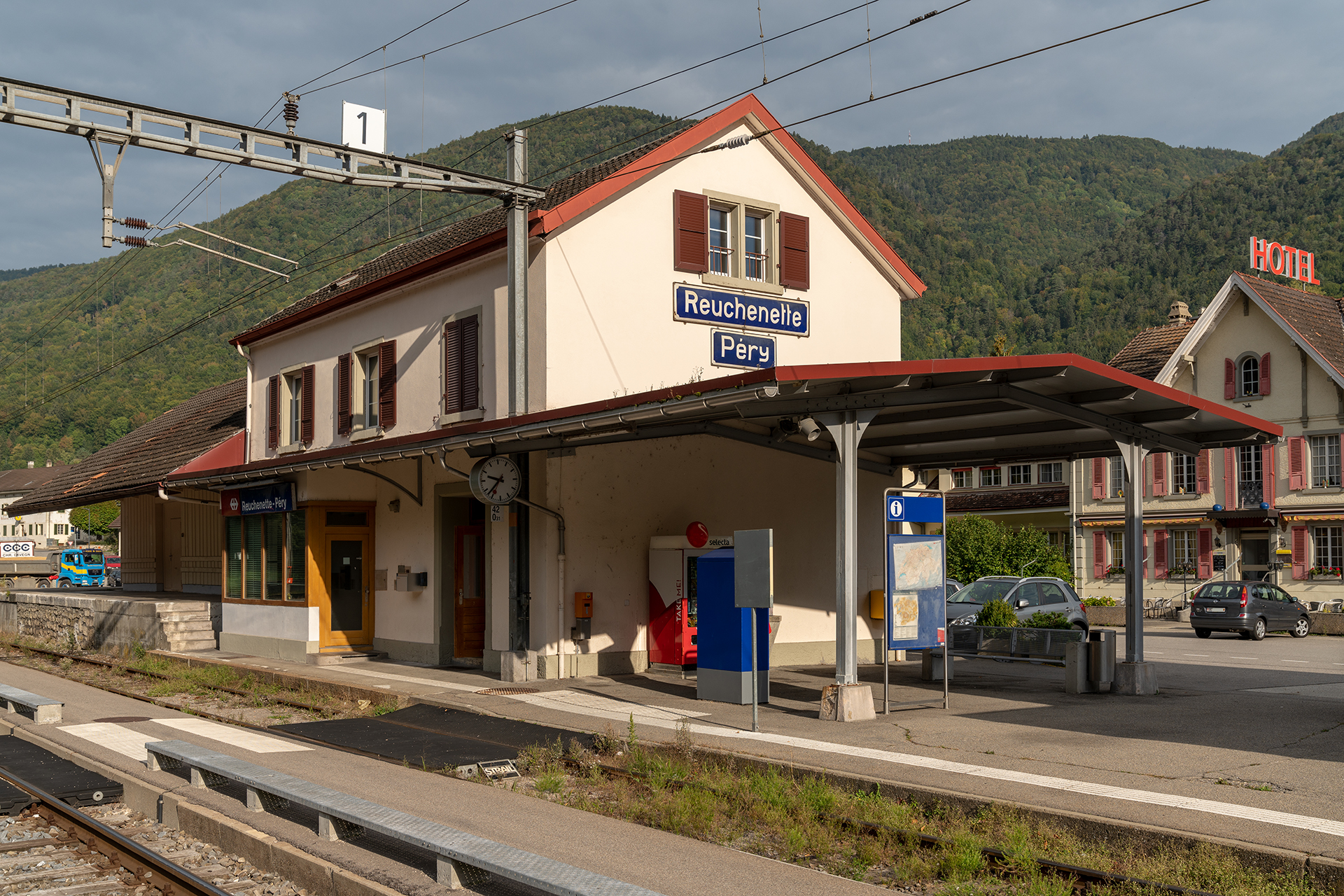
La stazione di Reuchenette-Péry

Péry è servito dalla stazione di Reuchenette-Péry sulla ferrovia Bienne-La Chaux-de-Fonds.

## Amministrazione
Ogni famiglia originaria del luogo fa parte del cosiddetto comune patriziale e ha la responsabilità della manutenzione di ogni bene ricadente all'interno dei confini del comune.